# Xu Linbei
Xu Linbei (Xangai, 19 de novembre de 1983) és una esportista xinesa que va competir en piragüisme en la modalitat d'aigües tranquil·les, guanyadora d'una medalla de plata al Campionat Mundial de Piragüisme de 2002 en la prova de K4 1000 m.
Va participar en dos Jocs Olímpics d'Estiu els anys 2004 i 2008, la seva millor actuació va ser un quart lloc assolit a Atenes 2004 en la prova de K2 500 m.

## Palmarès internacional
| Campionat del món | Campionat del món  | Campionat del món | Campionat del món |
| Any               | Lloc               | Medalla           | Esdeveniment      |
| ----------------- | ------------------ | ----------------- | ----------------- |
| 2002              | Sevilla ( Espanya) | 2                 | K4 1000 m         |